# Copa Light de Ciclismo
A Copa Light de Ciclismo é uma competição ciclística profissional de estrada disputada anualmente como uma prova de um dia no Rio de Janeiro, Brasil. A prova é normalmente disputada no final de junho ou início de julho, e ocorre para 16 categorias diferentes, incluindo as elites masculina e feminina do ciclismo nacional e também as categorias juniores, masters, estreante e paradesportivo.
A organização da prova é a mesma que organiza o Tour do Rio, o Instituto FAÇA. Segundo a organizadora de ambas provas, Luisa Jucá, foi a partir das experiências da primeira Copa Light, em 2008, que o Tour do Rio começou a ser idealizado. O evento é nomeado a partir de seu principal patrocinador, a Light S.A..
O formato da prova variou bastante durante suas 6 edições. Nas 4 primeiras edições, foram realizadas duas etapas: uma de contra-relógio e uma de circuito. Na primeira edição, a classificação geral se deu pela soma dos pontos conquistados nas etapas; já na segunda e na terceira edição, o resultado geral foi obtido pela soma dos tempos nas etapas. Na 4ª edição, o resultado e a premiação das duas etapas passaram a ser desvinculados, e somente a etapa de circuito somou pontos para o ranking brasileiro de ciclismo, como uma prova de dia único; na 5ª e na 6ª edição, a etapa do contra-relógio deixou de ser realizada.
Igualmente, a data e o local de realização do evento variaram durante os 6 anos da Copa Light. A primeira edição da prova foi realizada em setembro, mais especificamente no dia 22 de setembro, coincidindo com o Dia Mundial sem Carro. A 2ª, 3ª e a 5ª edição da prova também foram realizadas nesse mês, ao passo que a 4ª e a 6ª edição foram realizadas em novembro. Em termos de localização, da 1ª à 5ª edição o evento foi disputado em um circuito na Avenida Presidente Vargas, no centro do Rio de Janeiro. Já a 6ª edição da prova ocorreu na Enseada de Botafogo, local que fará parte do percurso das Olimpíadas de 2016.
Atualmente, a Copa Light de Ciclismo recebe no calendário nacional da CBC a categoria 3, a mais alta para provas de um dia.

## História
A prova foi organizada pela primeira vez em 2008, realizada em 21 e 22 de setembro como um evento de dois na Avenida Presidente Vargas, no centro do Rio de Janeiro. A prova comemorou o Dia Mundial sem Carro, celebrado em 22 de setembro. Desde sua primeira edição, a prova valeu pontos para o ranking brasileiro de ciclismo. No dia 21, foi realizada um contra-relógio individual de 10,9 quilômetros, com vitória de Pedro Nicácio na categoria elite masculina. A etapa seguinte foi disputada no plano circuito de 4 quilômetros, que teve Lucian Freitas como vencedor. A classificação geral da primeira edição da Copa Light foi decidida por pontos: a soma dos pontos decidia o vencedor geral. Tendo vencido a prova do circuito e conquistado a 6ª colocação no contra-relógio, Lucian Freitas foi o vencedor geral da elite masculina com 25 pontos, contra 22 de Pedro Nicácio, que venceu o contra-relógio mas foi somente o 9º colocado na prova do circuito.
Na segunda edição da prova, em 2009, a classificação geral passou a ser decidida pela soma do tempo das duas etapas. Tiago Fiorilli foi o mais rápido na etapa do contra-relógio e garantiu a vitória geral da prova; a etapa do circuito foi vencida por Isael Nunes. O sistema foi mantido em 2010, em que Magno Prado Nazaret triunfou no contra-relógio e na classificação geral, sendo ainda o 2º colocado na prova de circuito, atrás de Fabiano Mota.
A 4ª edição da Copa Light, em 2011, viu algumas mudanças. A data da prova foi mudada de setembro para novembro e o resultado do contra-relógio passou a ser desvinculado do resultado do circuito. No calendário nacional de ciclismo, a prova passou a distribuir pontos como uma prova de dia único, considerando os resultados do dia do circuito. No contra-relógio da categoria elite masculina, Anderson Zommer foi o vencedor. No dia seguinte, a vitória ficou com Fabiele Mota, à frente de Anderson Zommer e Fabio Lemos Bensi.
Em 2012, a 5ª edição da Copa Light voltou a ser disputada em setembro. A etapa do contra-relógio, até então presente em todas as edições da prova, deixou de ser disputada, tornando o evento uma prova de um dia, com vitória de Emerson Silva.
A 6ª edição da Copa Light, em 2013, viu uma mudança no percurso. Após ser disputada na Avenida Presidente Vargas em todas as edições, a prova foi realizada na Enseada de Botafogo, local que fará parte do percurso das Olimpíadas de 2016, em um circuito de 4.380 metros. A prova reuniu 400 atletas, divididos em 16 categorias. A elite masculina percorreu 15 voltas no circuito, em um total de 65,7 quilômetros, e a vitória ficou com o cubano Michel Fernández García, numa chegada polêmica: inicialmente, o vencedor havia sido Fabiano Mota; entretanto, o ciclista foi relegado à 7ª colocação (última de seu pelotão) por ter feito, no sprint final, uma trajetória por fora do percurso estabelecido pela organização do evento.

## Vencedores

### Masculino
| Ano  | Vencedor                | Segundo lugar   | Terceiro lugar            |
| ---- | ----------------------- | --------------- | ------------------------- |
| 2008 | Lucian Freitas          | Pedro Nicácio   | Anderson Getúlio Cordeiro |
| 2009 | Tiago Fiorilli          | Isael Nunes     | Anderson Getúlio Cordeiro |
| 2010 | Magno Prado Nazaret     | Marcos Novello  | Fabiano Mota              |
| 2011 | Fabiele Mota            | Anderson Zommer | Fabio Lemos Bensi         |
| 2012 | Emerson Silva           | Fabiele Mota    | Fabiano Mota              |
| 2013 | Michel Fernández García | Kléber Ramos    | Alvimanio Chagas          |

### Feminino
| Ano  | Vencedora                  | Segundo lugar       | Terceiro lugar      |
| ---- | -------------------------- | ------------------- | ------------------- |
| 2008 | Valquíria Pardial          | Fernanda Souza      | Sandra Soldan       |
| 2009 | Maria Luiza da Silva Bello | Aline Paroliz       | Maira Hendi Barbosa |
| 2010 | Fernanda da Silva Souza    | Valquíria Pardial   | Rita Medeiros       |
| 2011 | Lilian Pedroso             | Roberta Stopa       | Lucineide Sales     |
| 2012 | Clemilda Fernandes         | Luciene Ferreira    | Janildes Fernandes  |
| 2013 | Luciene Ferreira           | Maira Hendi Barbosa | Lilian Pedroso      |